# George F. Smoot
George Fitzgerald Smoot III (* 20. února 1945, Florida) je americký astrofyzik. V roce 2006 obdržel spolu s John C. Matherem Nobelovu cenu za fyziku za objev toho, že reliktní záření pocházející z vesmíru má podobu záření absolutně černého tělesa a zjištění anizotropie v tomto záření. George F. Smoot pracuje jako profesor fyziky na Kalifornské univerzitě. V roce 2003 mu byla udělena Medaile Alberta Einsteina.

## Zajímavosti
V roce 2009 si zahrál sám sebe v epizodě „The Terminator Decoupling“ v druhé sezóně komedie CBS Teorie velkého třesku.